# متحف جنزور
متحف جنزور يقع في بلدة جنزور التي تبعد نحو 13 كيلومتراً غربي العاصمة الليبية طرابلس. المتحف موجود على بقايا مقبرة قديمة يرجع تاريخها بين القرنين الأول والرابع الميلادي اكتشفت عن طريق الصدفة عام 1958.
المقابر في المتحف مقسمة إلى ثلاثة أقسام: المقابر البونيقية وهي أقدمها وتعود إلى القرن الأول الميلادي، المقابر الرومانية البونيقية وتعود إلى التنصف الثاني من القرن الثاني الميلادي والمقابر الرومانية المتأخرة وتعود إلى القرنين الثالث والرابع الميلادي.
وتحتوي المقابر على مجموعة من الرسوم الزيتية والصور تحوي ملائكة قديمة وحيوانات ومشاهد لعمليات صيد.

## معروضات المتحف
تعرض بعض الآثار التي تم العثور عليها في المقابر داخل خزائن عرض زجاجية وهي عبارة عن أوان وجرار متعددة الأحجام والاستخدامات وقطع من الفخار وأخرى صنعت من الصلصال وجرار صنعت من الزجاج، إضافة لبقايا بشرية من العظام التي خلفت بعد عمليات حرق الموتى.
كذلك تعرض مرايا من البرونز وأدوات تجميل واكسسوارات خاصة بالتزيين ومصابيح إضاءة زيتية، وكذلك جرار تزيين كبيرة استخدمت في تخزين الزيت والنبيذ والمياه وأدوات الطبخ والمائدة.